# 아칸군

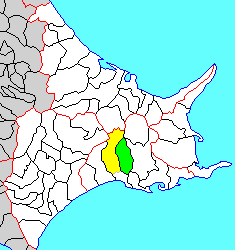
아칸 군의 위치

아칸군(일본어: 阿寒郡)은 일본 홋카이도 구시로 지청의 군이다.
인구 2,430명, 면적 571.8km², 인구밀도 4.25명/km².(2025년 2월 28일, 주민기본대장인구)
이하 1촌으로 구성된다.
- 쓰루이촌(鶴居村)

## 역사
에도 시대의 아칸 군역은 마쓰마에번에 의해 설치된 구스리 장소에 포함되었다. 에도 시대 후기, 도카치 군역은 동 에조치에 속하고 있었다. 국방을 위해 1799년에 아칸 군역은 천령이 되었다. 1869년 아칸 군이 두어졌고 홋카이도 구시로국에 속했다.
- 2005년 10월 11일 - 아칸 정이 구시로 시 및 시라누카 군 온베쓰 정과 합병해 구시로시가 성립, 군에서 이탈하였다.